# 2125 Karl-Ontjes
2125 Karl-Ontjes este un asteroid din centura principală, descoperit pe 24 septembrie 1960 de PLS.